# Westlicher Wollmaki
Der Westliche Wollmaki (Avahi occidentalis) ist eine Primatenart aus der Gruppe der Lemuren. Der Nordwestliche Wollmaki und der Cleese-Wollmaki wurden kürzlich als eigenständige Arten abgetrennt.

## Merkmale
Westliche Wollmakis erreichen eine Kopfrumpflänge von 25 bis 30 Zentimetern, der Schwanz misst 31 bis 37 Zentimeter und das Gewicht beträgt 0,7 bis 1,0 Kilogramm. Ihr Fell ist dicht und wollig, es ist an der Oberseite sandbraun bis olivbraun, die spärlich behaarte Unterseite ist beige bis hellgrau gefärbt. Der buschige Schwanz ist grau gefärbt. Das rundliche Gesicht ist mit kurzen weißen oder hellgrauen Haaren bestanden und bildet so einen deutlichen Kontrast zur dicht behaarten Oberseite des Kopfes. Die Ohren sind klein und unauffällig, die braunen Augen hingegen groß und von dicken dunklen Augenringen umgeben. Die kurze Schnauze ist schwarz gefärbt.

## Verbreitung und Lebensraum

Verbreitungsgebiet des Westlichen Wollmakis (rot)

Westliche Wollmakis kommen wie alle Lemuren nur auf Madagaskar vor. Ihr Lebensraum sind die Trockenwälder im Nordwesten der Insel, die genauen Ausmaße sind auch aufgrund der Abtrennung der neuen Arten umstritten.

## Lebensweise
Diese Primaten sind nachtaktive Baumbewohner, die in Familiengruppen leben. Tagsüber schlafen sie dicht zusammengedrängt im Blätterdickicht, rund 3 bis 13 Meter über dem Boden. In der Nacht begeben sie sich auf Nahrungssuche, dabei bewegen sie sich senkrecht kletternd und springend fort. Im Gegensatz zu vielen anderen nachtaktiven Lemuren bleiben die Gruppenmitglieder auch während der Nacht zusammen. Sie sind vokale Tiere, die mit schnurrenden Lauten den Kontakt zueinander suchen. Gruppen bewohnen feste Reviere mit 1 bis 2 Hektar, die lauten Schreien werden andere Gruppen auf das eigene Territorium aufmerksam gemacht. Die Gruppen setzen sich aus einem monogamen Paar, das oft jahrelang zusammenbleibt, und dem gemeinsamen Nachwuchs zusammen.
Die Nahrung der Westlichen Wollmakis besteht vorwiegend aus Blättern, in geringem Ausmaß nehmen sie Blüten und Knospen zu sich.
Die Paarung erfolgt im April oder Mai, im September oder Oktober kommt meist ein einzelnes Jungtier zur Welt. Das Junge klammert sich zunächst an den Bauch der Mutter, später reitet es auf ihrem Rücken. Nach einem bis zwei Jahren verlässt es seine Geburtsgruppe.

## Gefährdung
Das Verbreitungsgebiet der Westlichen Wollmakis umfasst weniger als 5000 km², es ist stark zersplittert und wird durch Brandrodungen weiter dezimiert. Die IUCN listet die Art als „gefährdet“ (vulnerable).